# Корзиночка
Корзи́ночка — пирожное в виде корзинки из песочного теста с различными наполнителями. В России известно примерно с середины XX века благодаря массовому изготовлению на предприятиях общепита. Возможно, оно было заимствовано из венгерской кухни.
Тестовая основа пирожного выпекается в металлических круглых или овальных формах с гофрированными боковыми стенками. Готовые корзинки наполняют начинкой.

## Виды
В начале второй половины XX века в СССР выпускались корзиночки следующих наименований:
| - Корзиночка со сбивным кремом. - С вареньем. - С воздушной начинкой. - С желе и фруктами. - С зефиром. - Корзиночка кексовая. - С кремом и фруктами. | - С кремом и фруктовой начинкой. - Корзиночка кремово-фруктовая. - Корзиночка любительская. - С молочной начинкой. - С ореховой начинкой. - С орнаментом. - С фруктово-ягодной начинкой. |